# Givenchy-en-Gohelle
Givenchy-en-Gohelle là một xã của tỉnh Pas-de-Calais, thuộc vùng Hauts-de-France, miền bắc nước Pháp.

## Dân số
| 1962                                                           | 1968 | 1975 | 1982 | 1990 | 1999  |
| -------------------------------------------------------------- | ---- | ---- | ---- | ---- | ----- |
| 1508                                                           | 1555 | 1627 | 1755 | 1973 | 2,051 |
| Census count starting from 1962: Population without duplicates |      |      |      |      |       |